# Philibert Andzembé
Philibert Andzembé, né en 1957, est un dirigeant gabonais. Il est gouverneur de la Banque des États de l'Afrique centrale (BEAC) de 2007 à 2009.

## Carrière
Il est titulaire d'un diplôme d'études approfondies en macroéconomie et économie des ressources humaines obtenu à Toulouse.
Il travaille chez Comilog et Air Gabon ainsi qu'en tant que conseiller de la présidence, avant d'intégrer la Banque des États de l'Afrique centrale (BEAC) en 1999. Il est nommé directeur national à Libreville en 2000 et gouverneur en 2007.
Il est limogé en 2009 à la suite d'un scandale autour de la disparition de 15 milliards de francs CFA du bureau de la BEAC à Paris entre 2000 et 2008. Philibert Andzembé reconnaît cette disparition mais nie les accusations contre lui,.